# Estadio Ramón „Tahuichi” Aguilera
Estadio Ramón Tahuichi Aguilera – wielofunkcyjny stadion w Santa Cruz, w Boliwii. Powstał w roku 1939, a w 1997 roku przeszedł renowację. Obiekt może pomieścić 38 000 widzów. Swoje spotkania rozgrywają na nim drużyny Club Blooming, Oriente Petrolero oraz Destroyers Santa Cruz. Obiekt był także jedną z aren Copa América 1997. Rozegrano na nim wszystkie sześć spotkań grupy C, jeden ćwierćfinał oraz jeden półfinał turnieju.